# Biserica de lemn din Valea Coșuștei

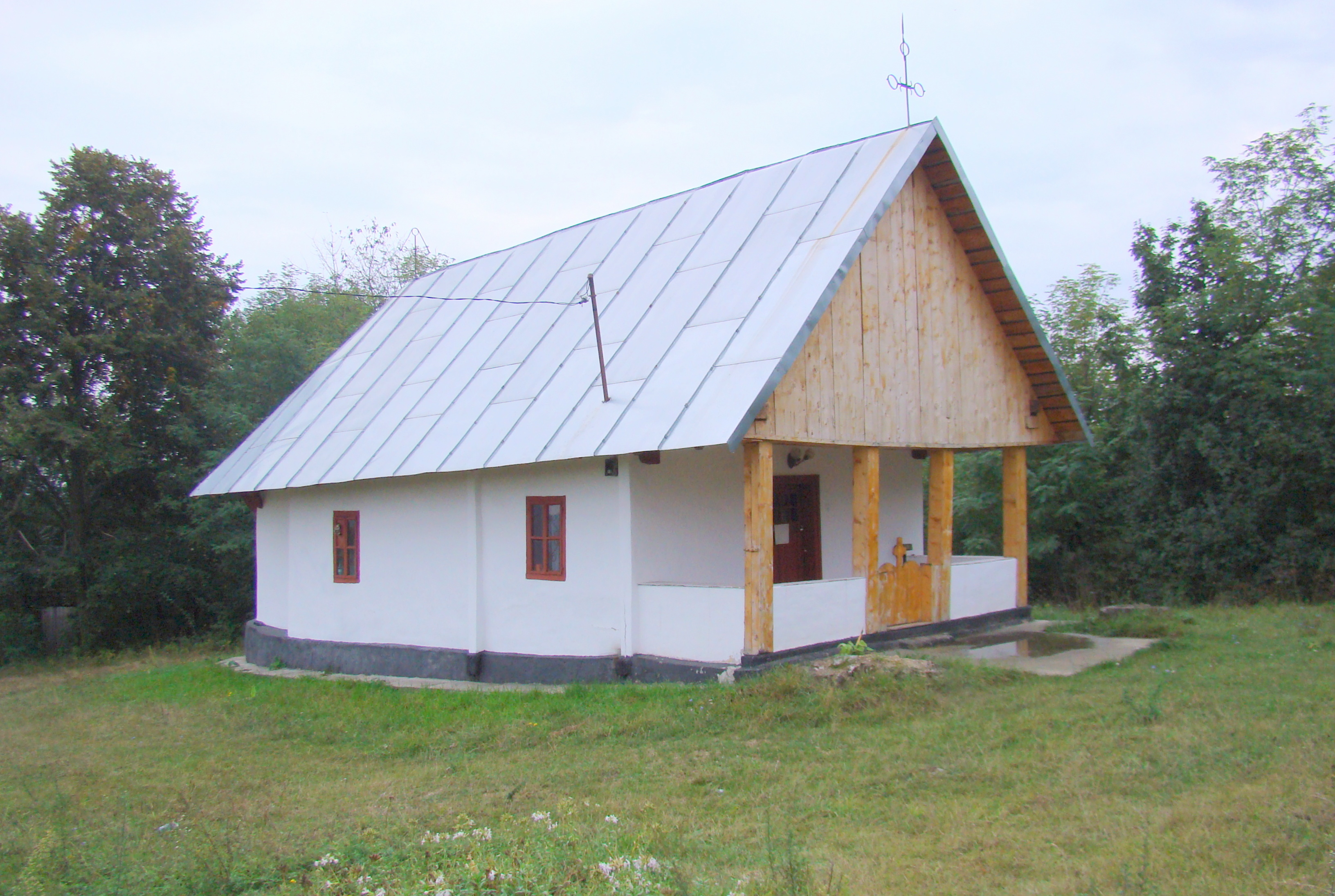
Biserica de lemn „Sfântul Nicolae” din Valea Coşuştei, comuna Căzăneşti, județul Mehedinți, foto: septembrie 2009.

Biserica de lemn din Valea Coșuștei, comuna Căzănești, județul Mehedinți , a fost construită în 1764. Are hramul „Sfântul Nicolae”. Biserica se află pe noua listă a monumentelor istorice sub codul LMI:  MH-II-m-B-10434.

## Istoric
Biserica din satul Valea Coșuștei a fost construită din lemn în anul 1764, fiind strămutată din fostul sat Valea Rea. Mai multe detalii nu se cunosc. În anul 2007 biserica a fost reparată: s-a înlocuit învelitoarea din tablă, s-a turnat bordură din ciment în jurul bisericii, s-a împodobit cu veșminte și sfinte vase noi, ulterior fiind resfințită de P.S. Nicodim, Episcopul Severinului si Strehaiei, împreună cu un sobor de preoți și diaconi.

## Imagini din exterior

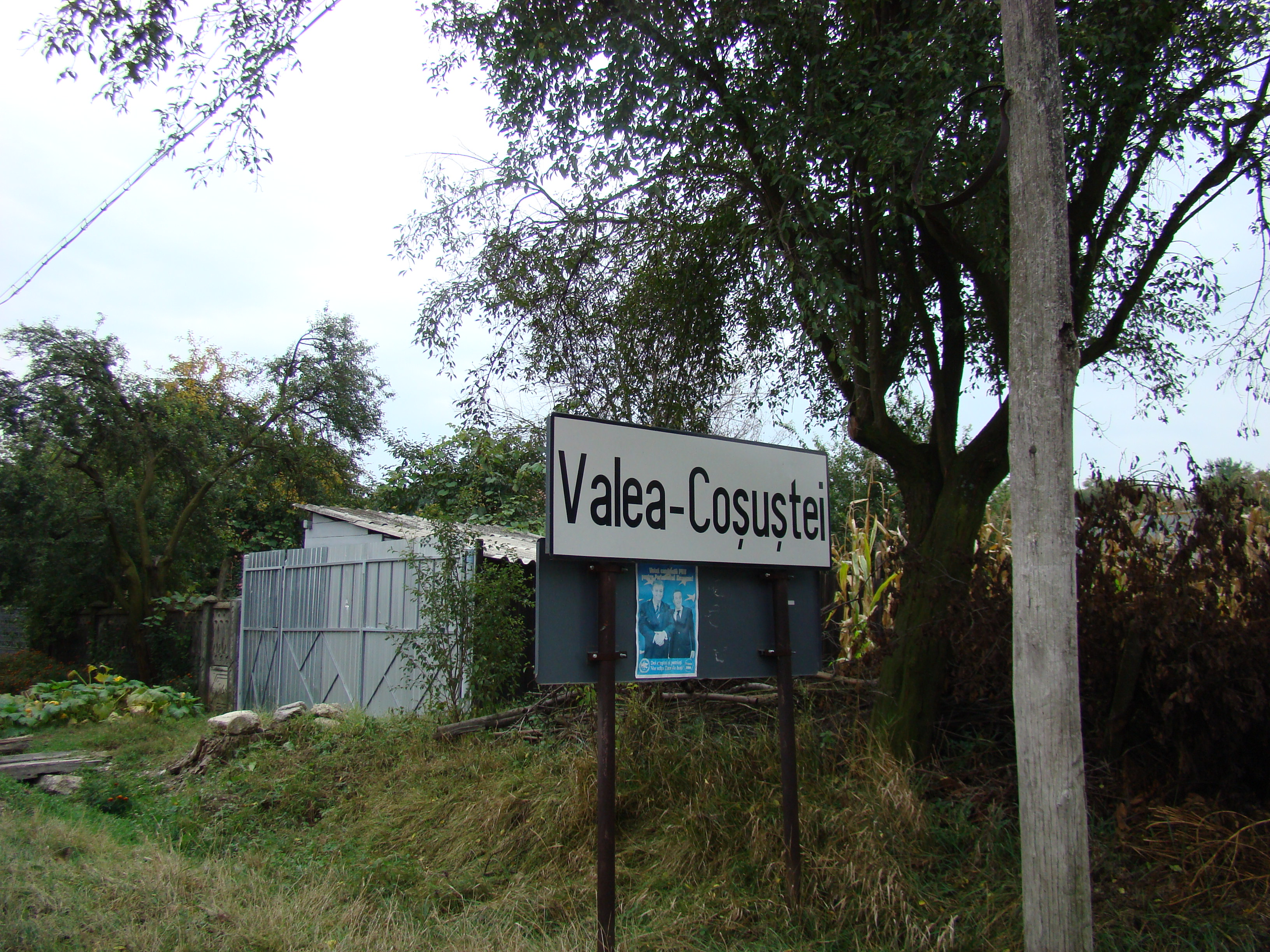
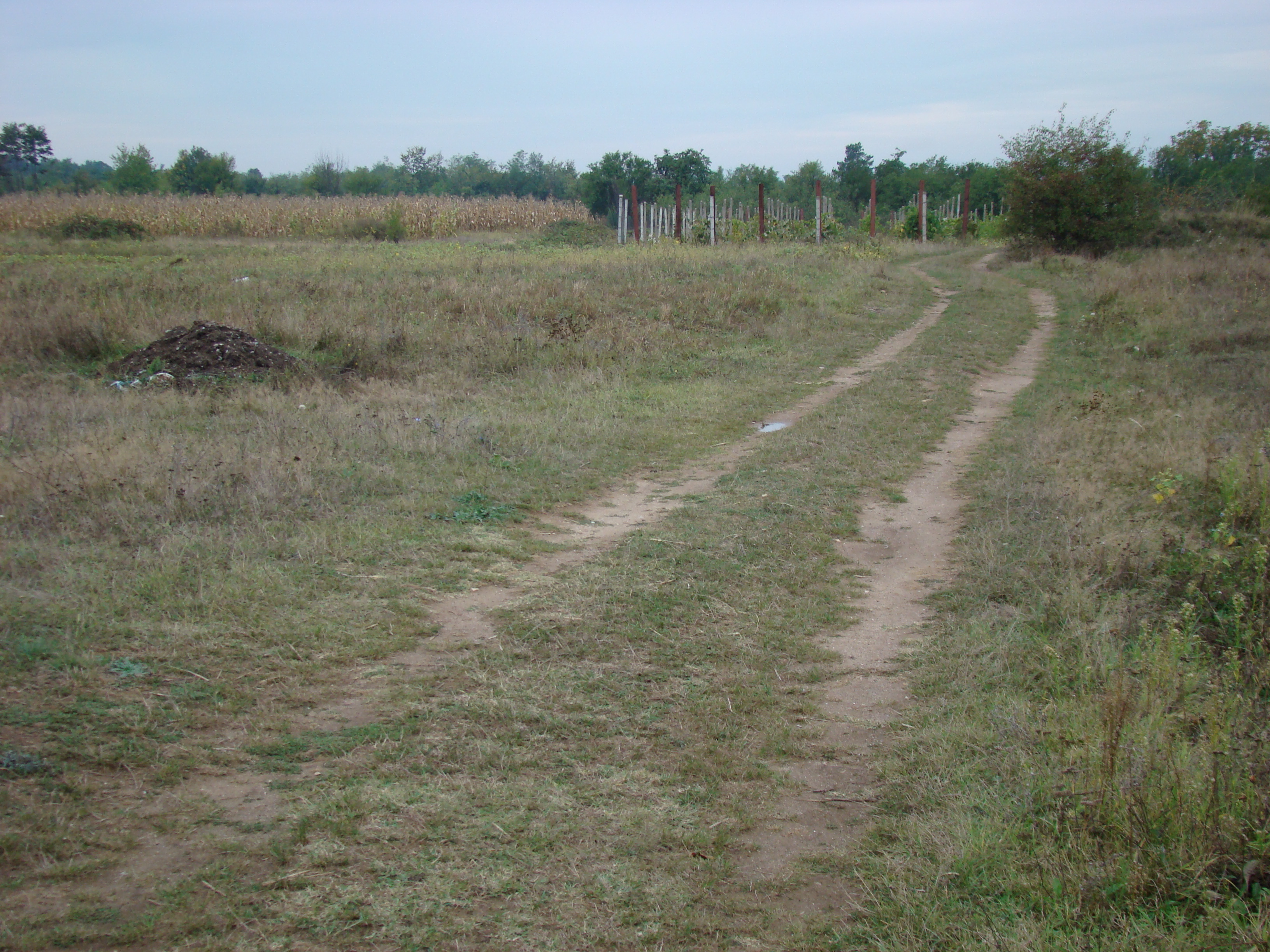
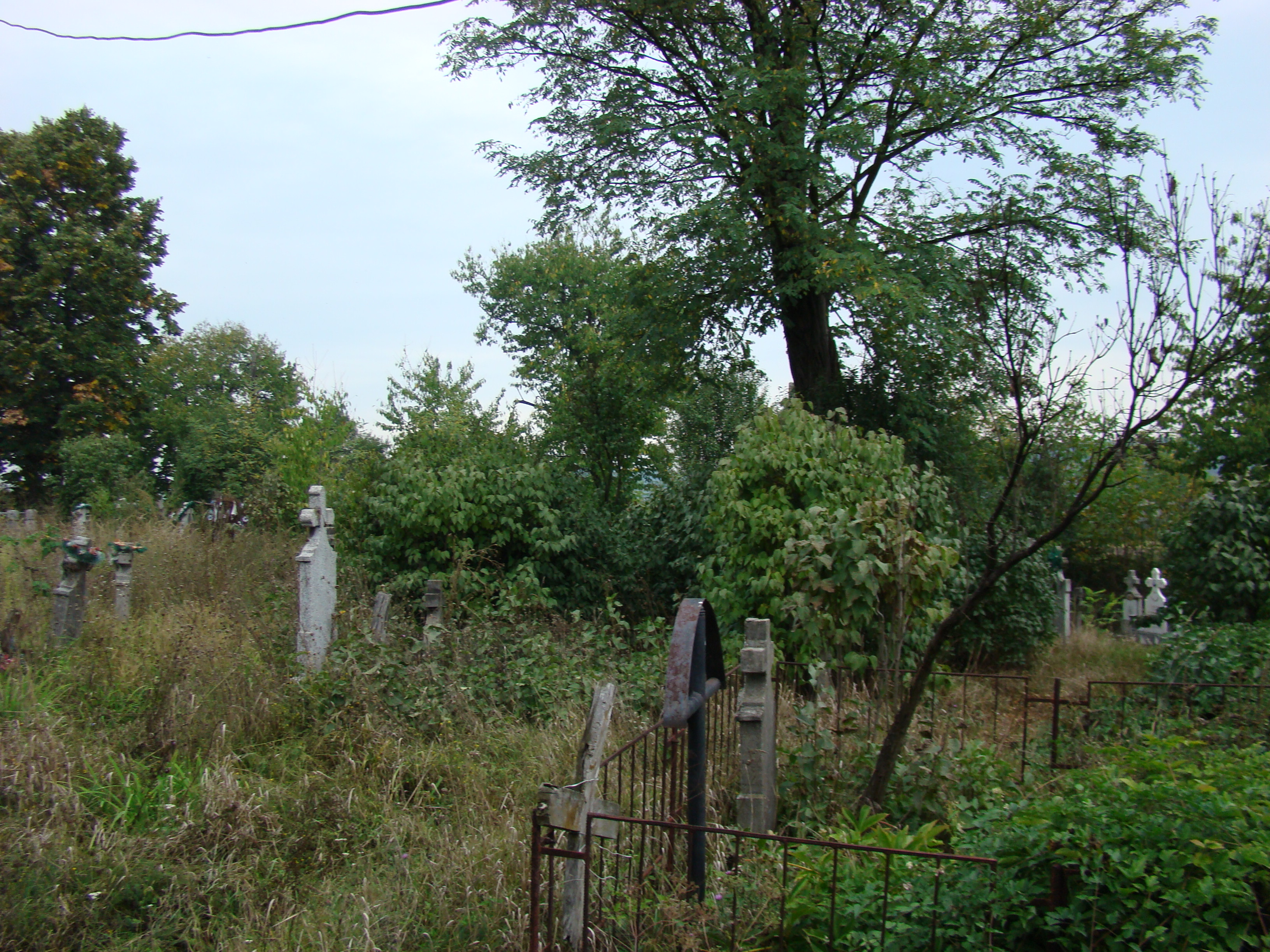
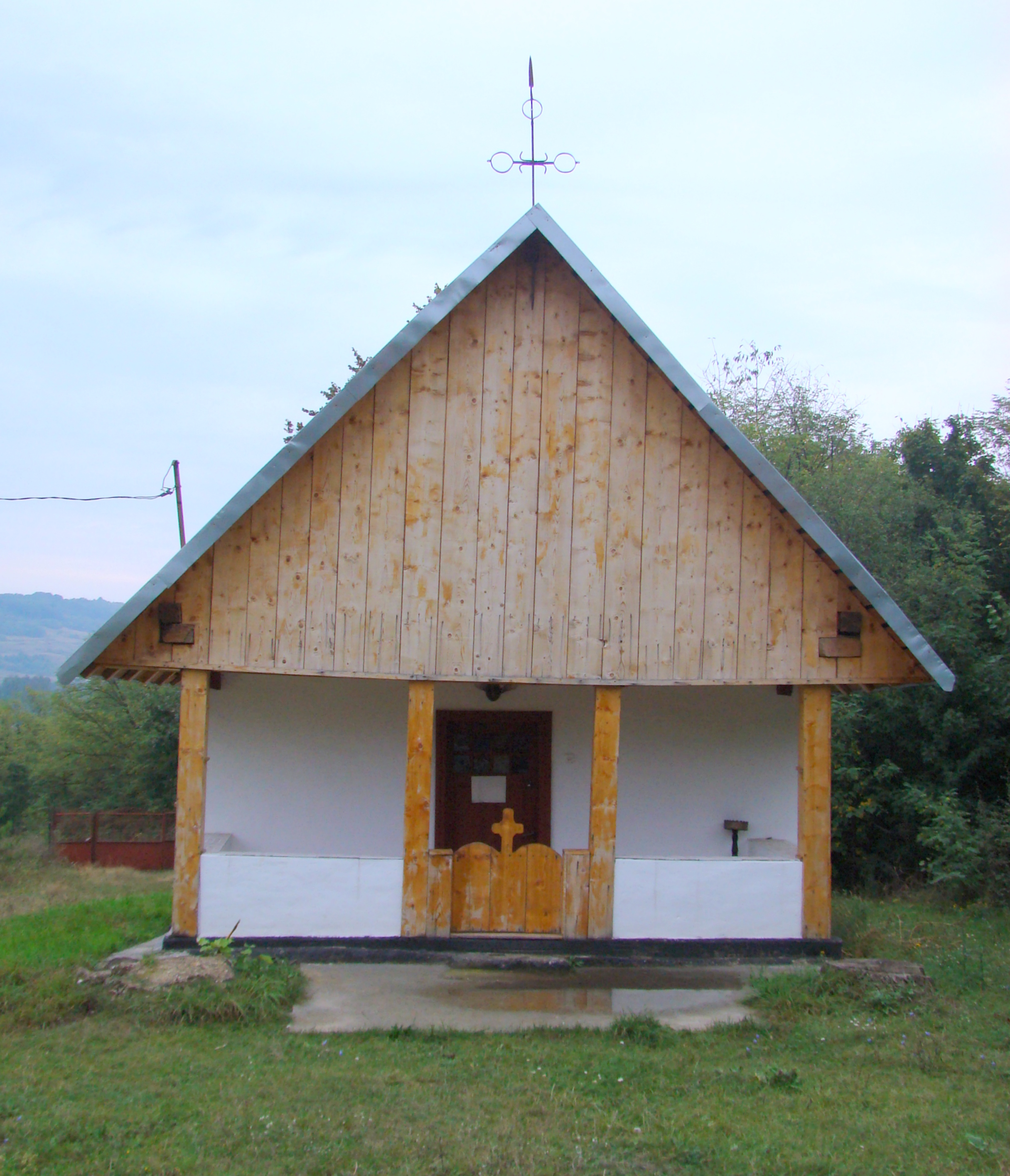
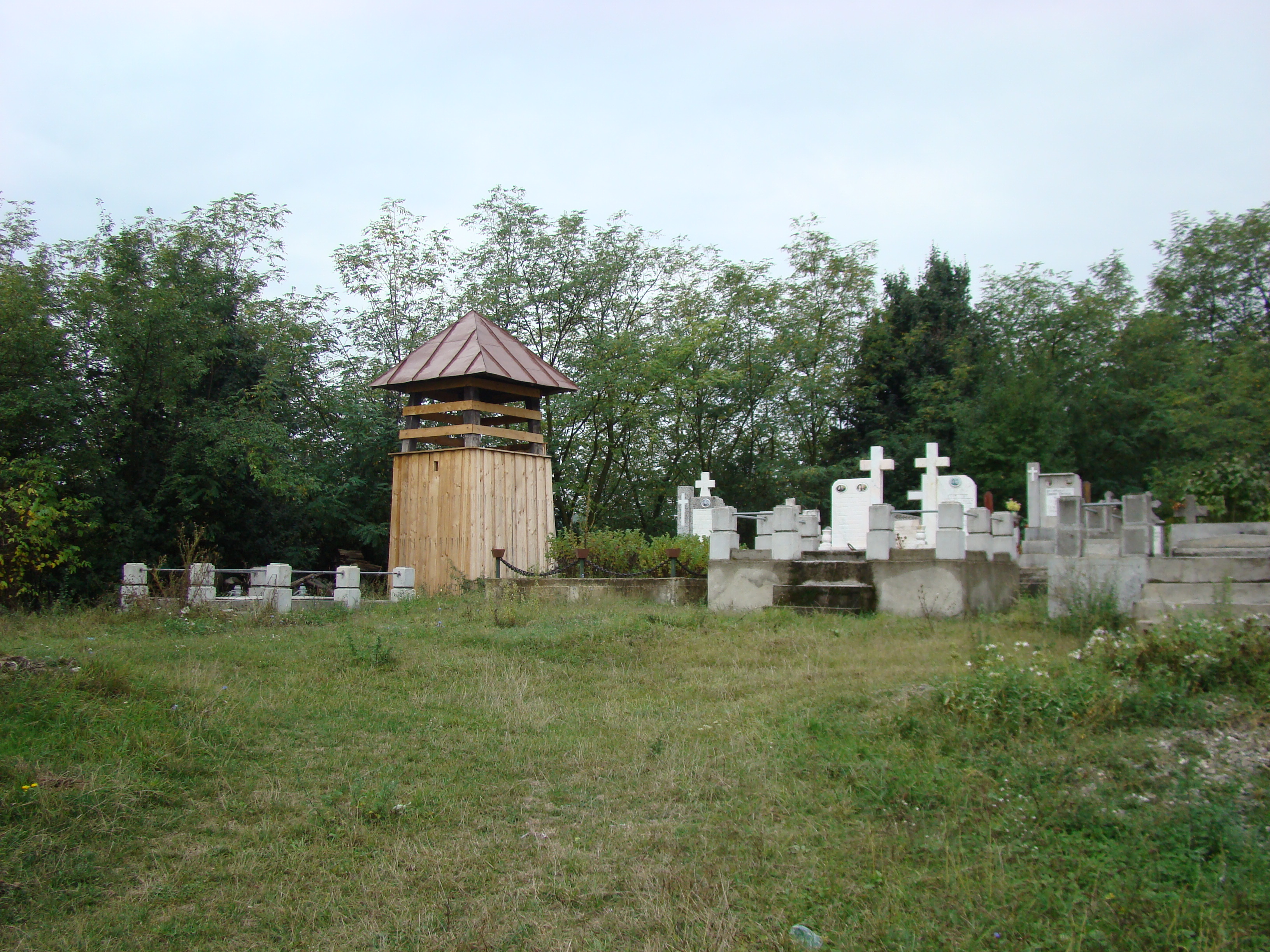
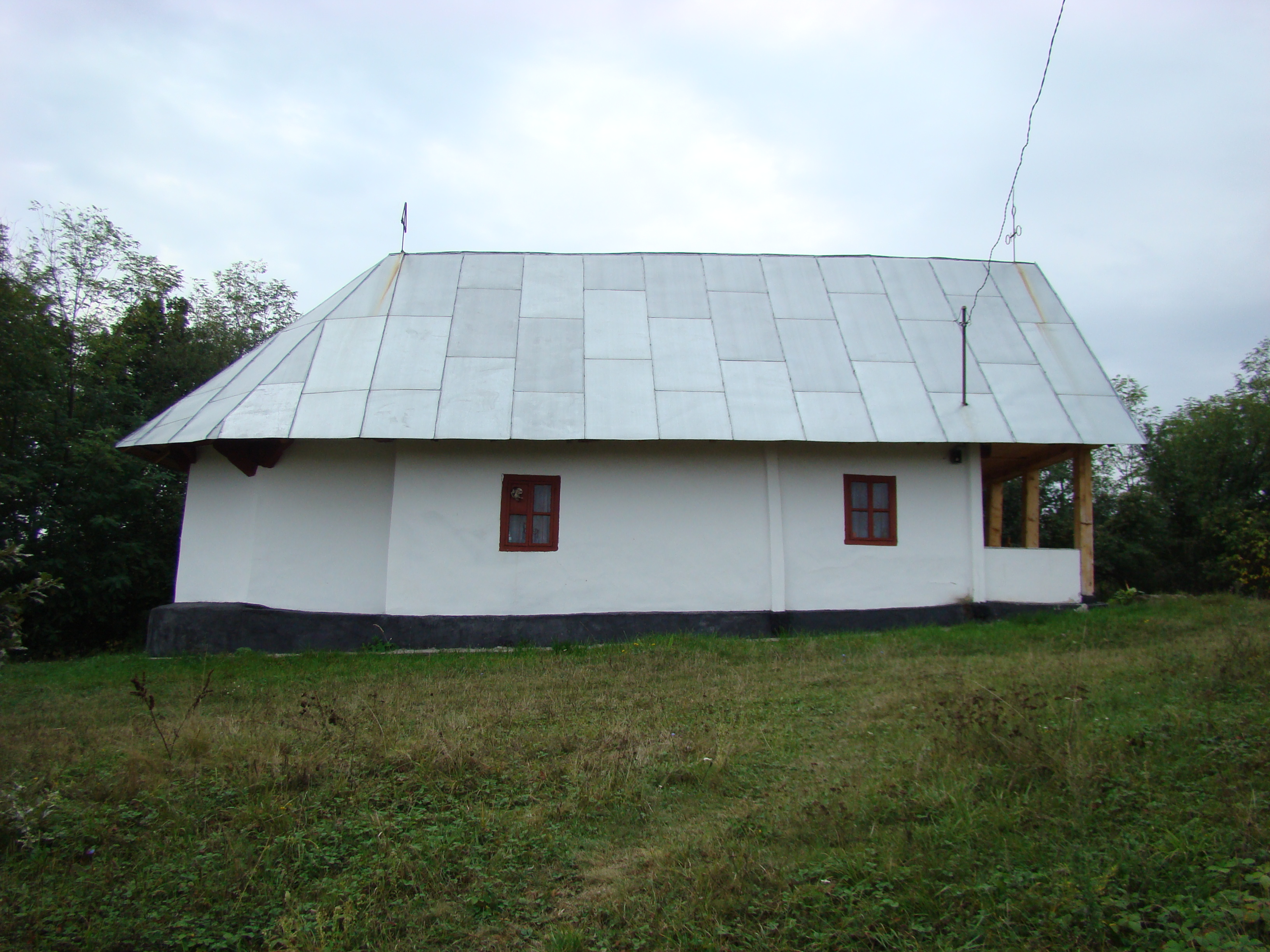
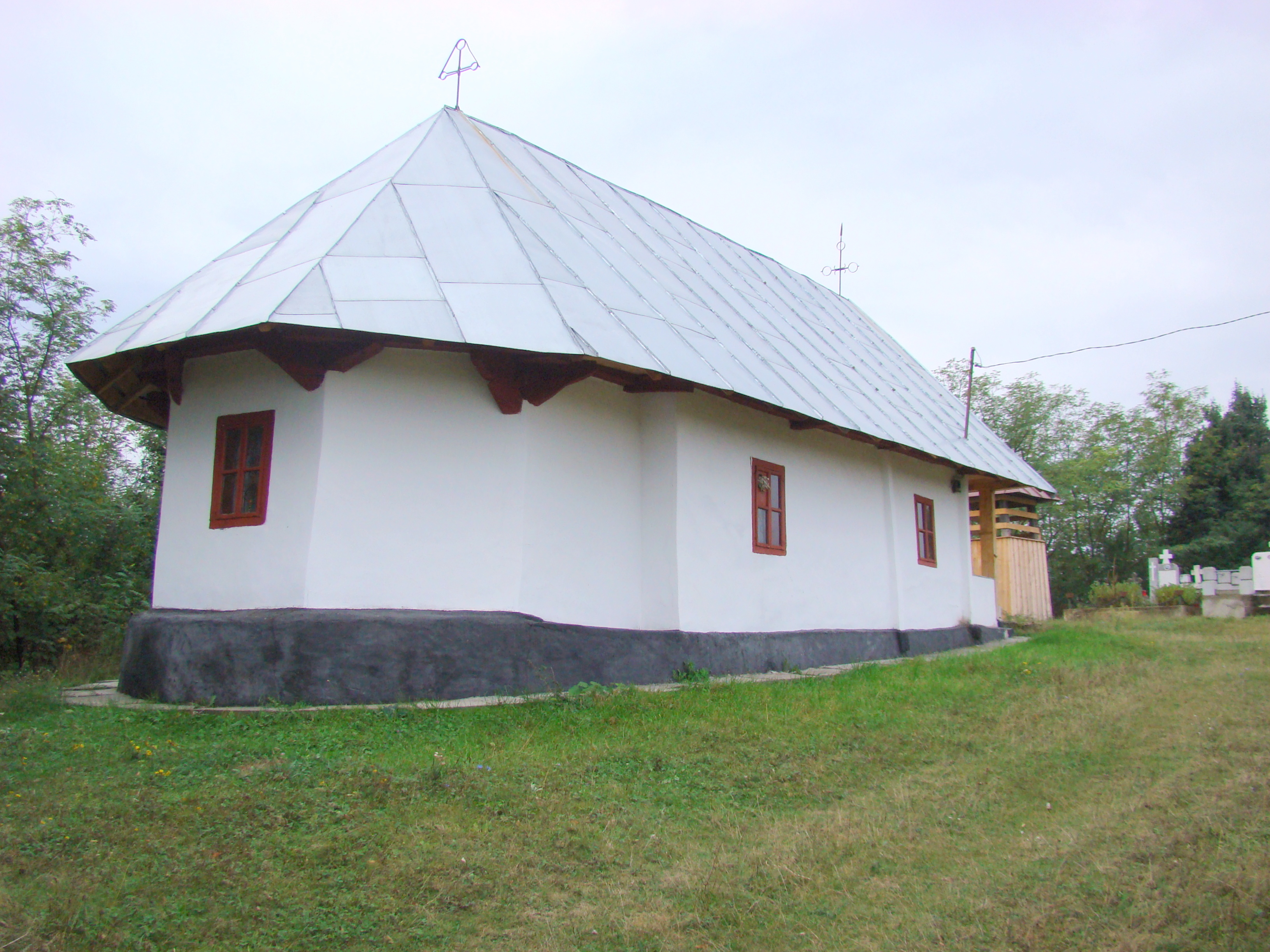
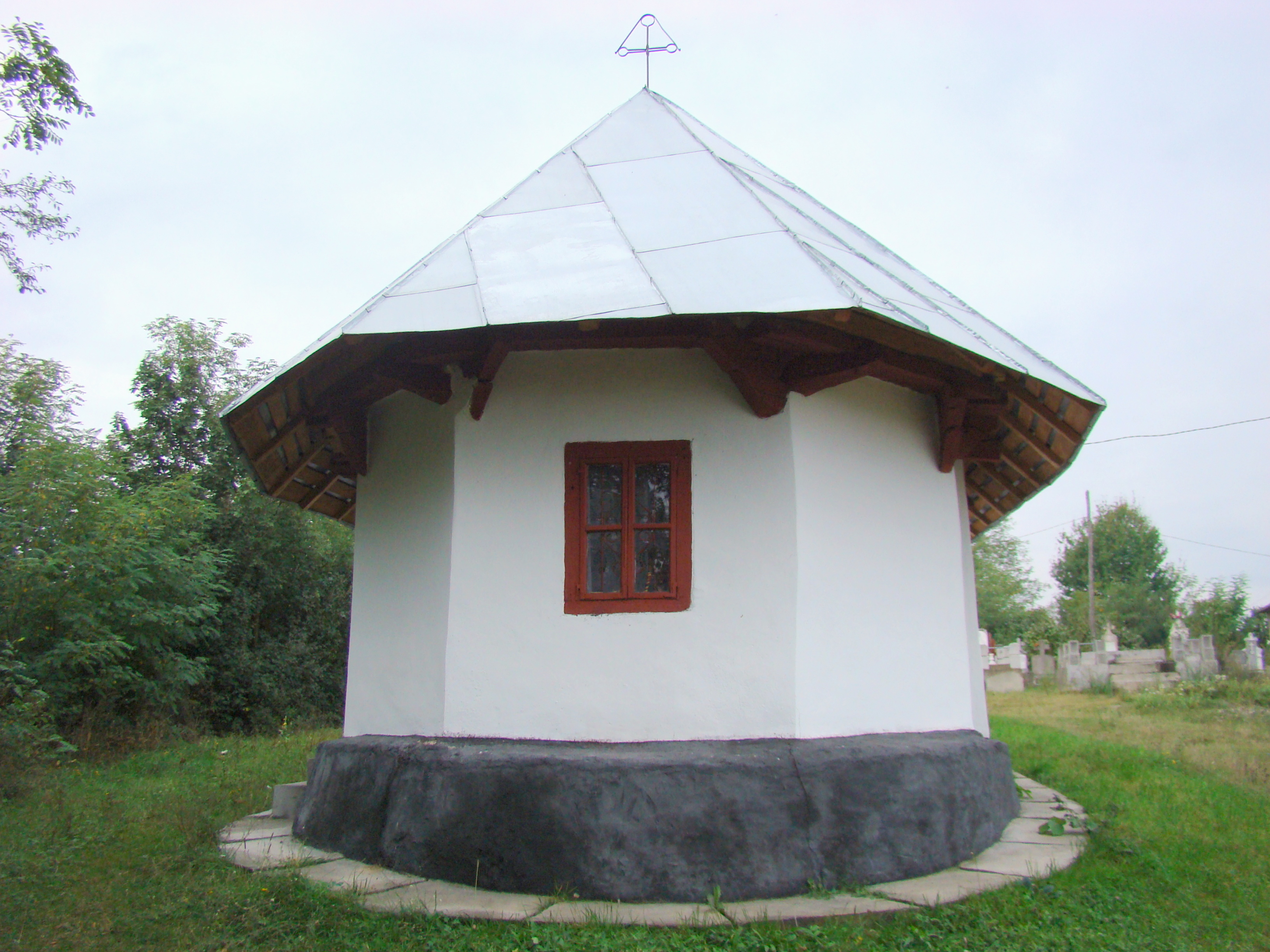
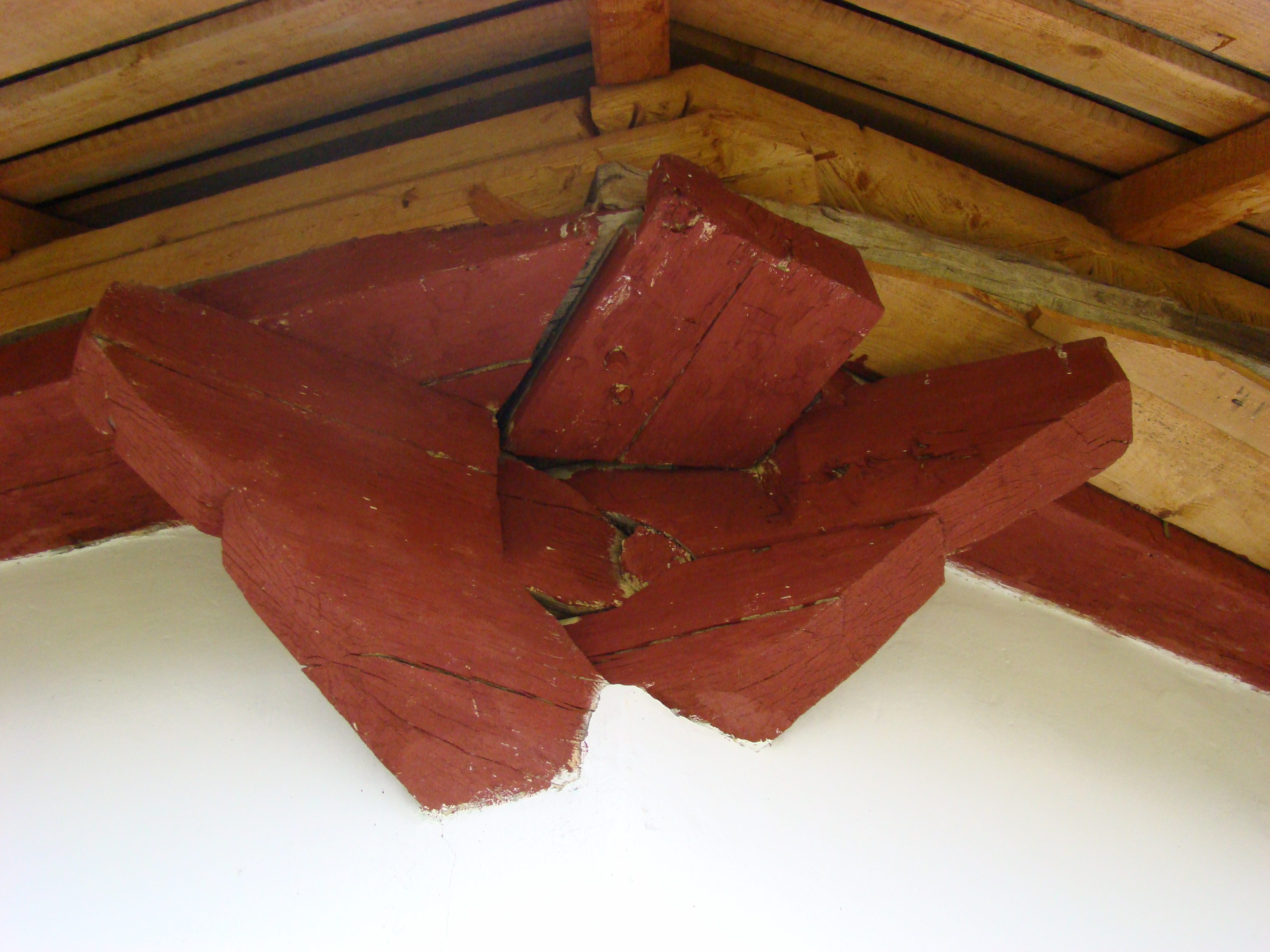
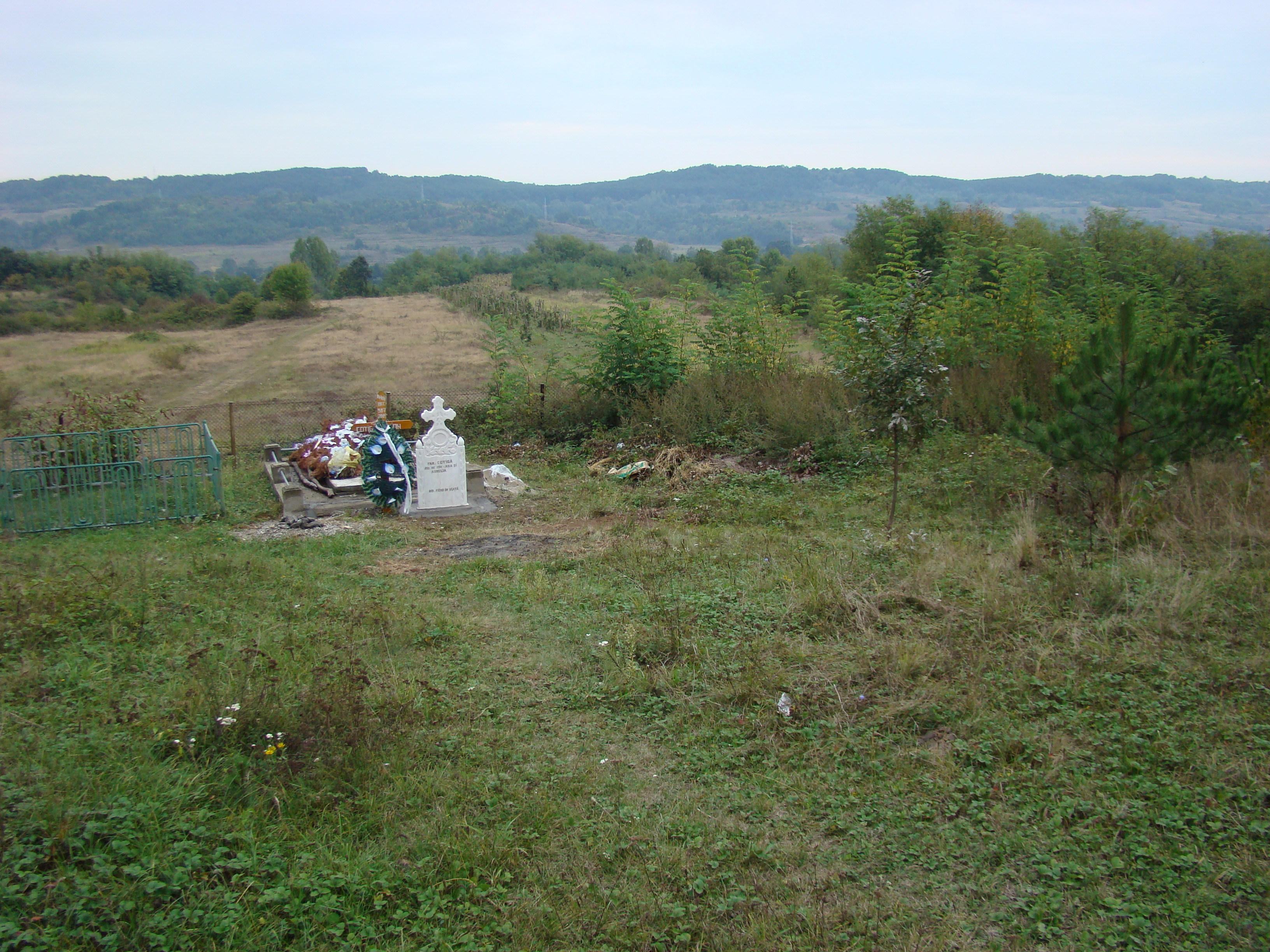
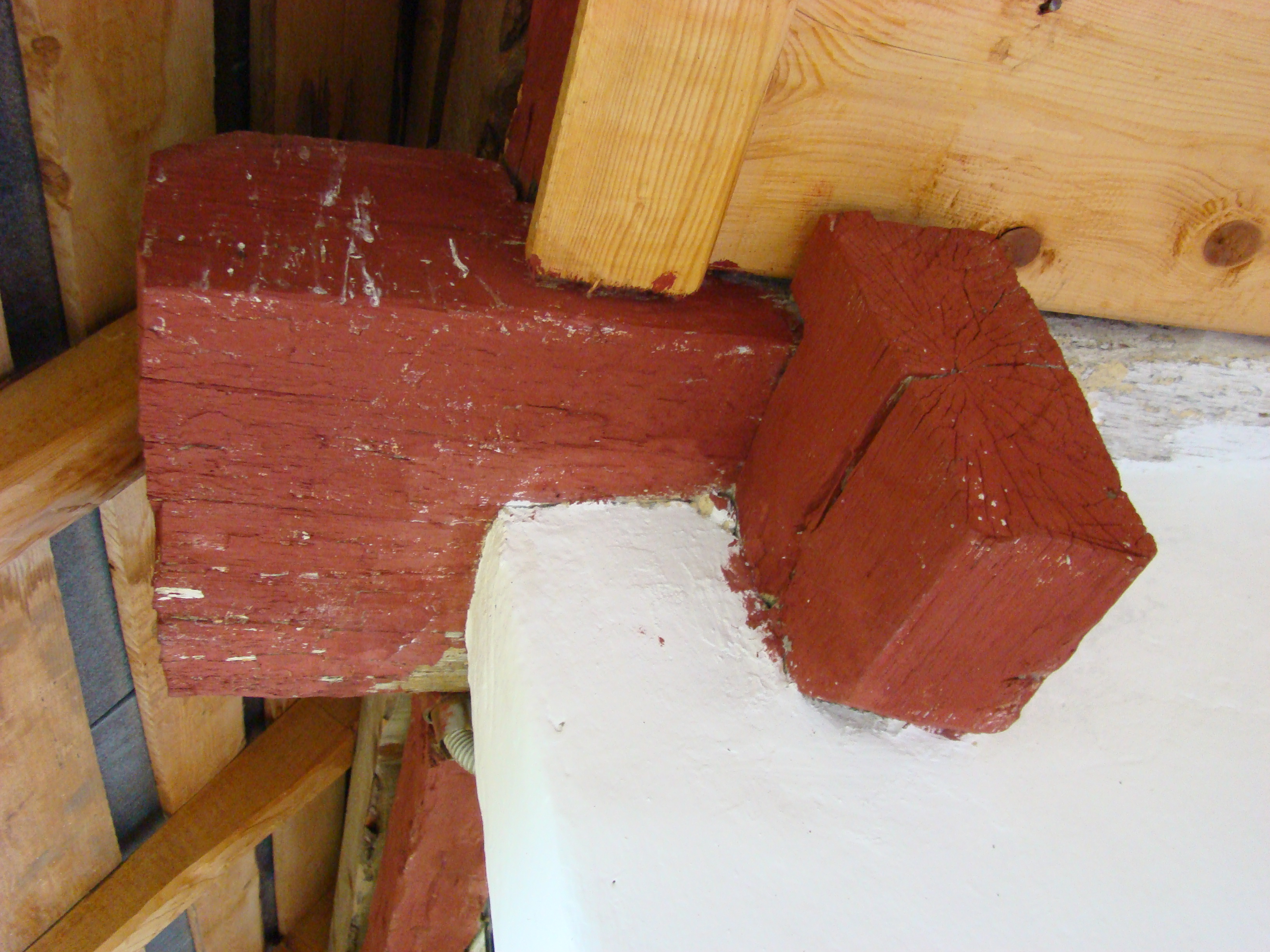
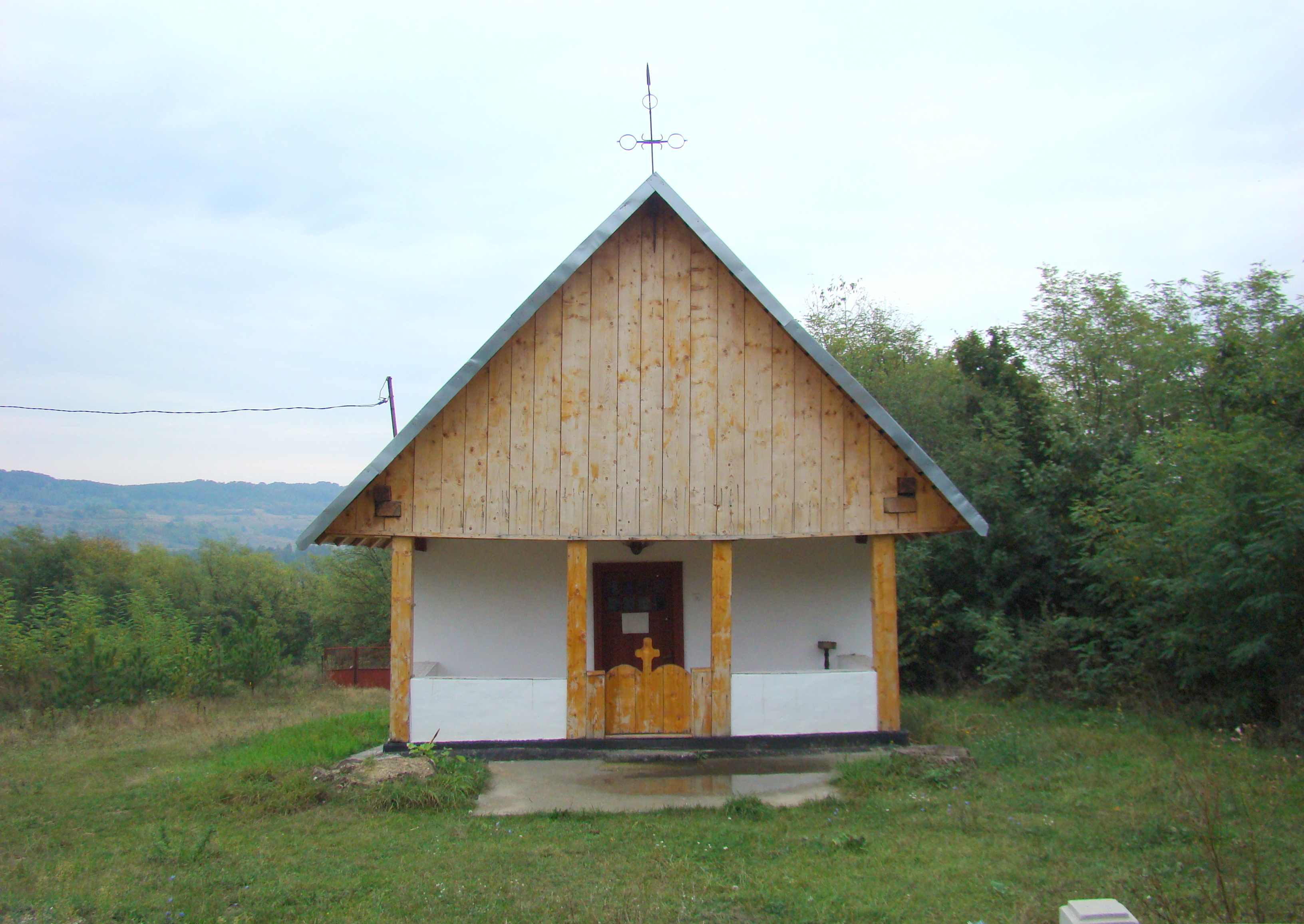
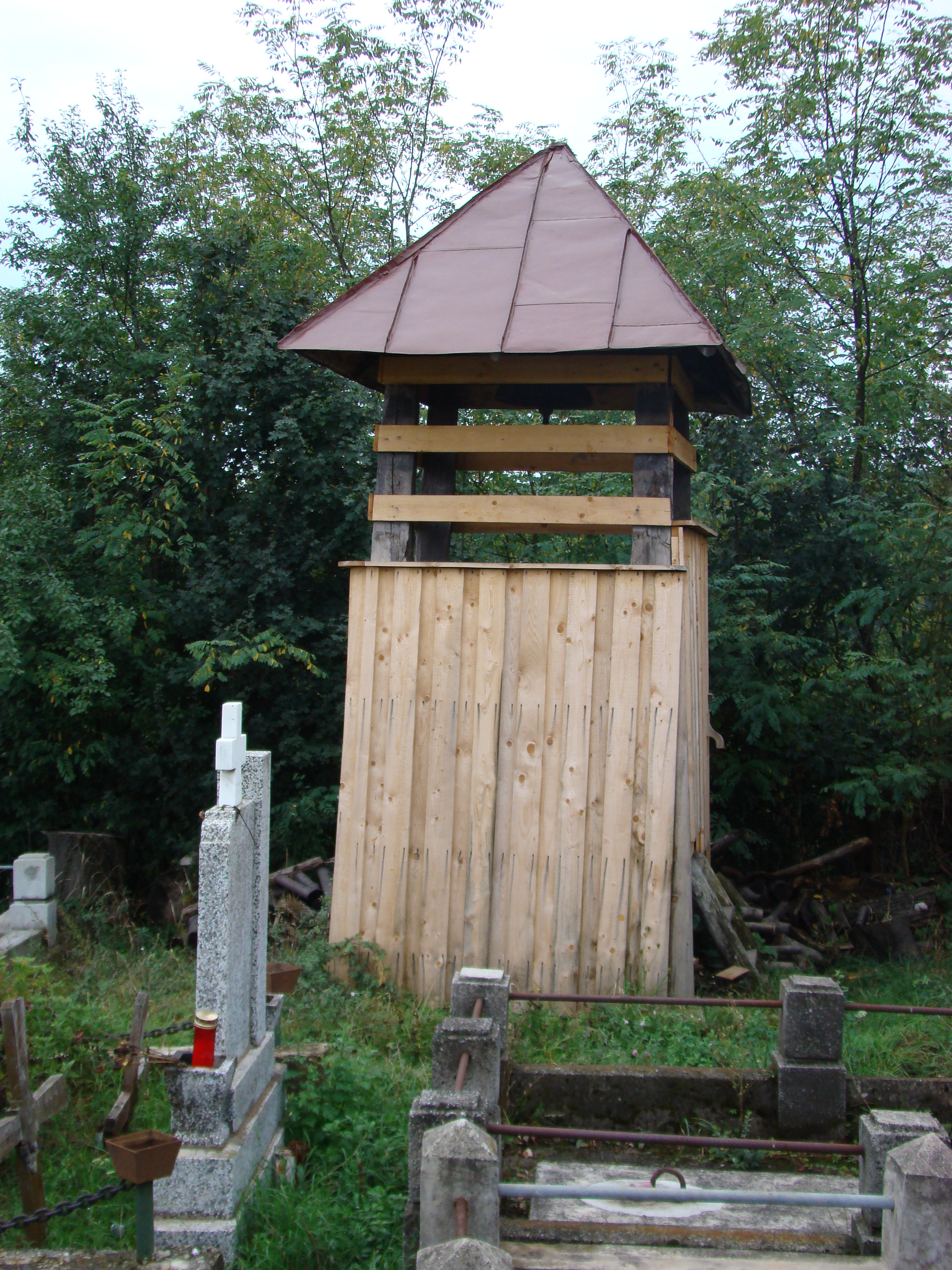
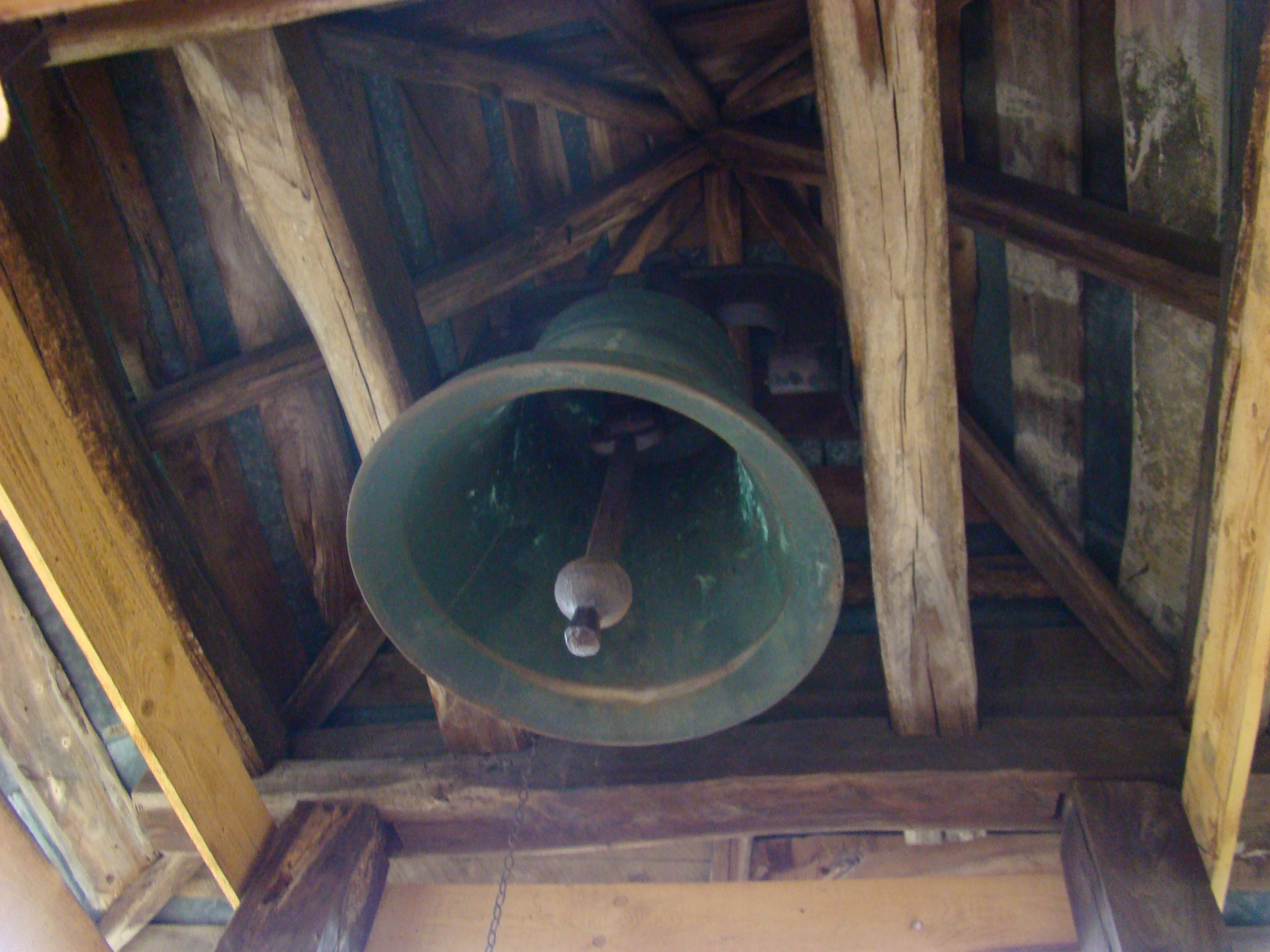
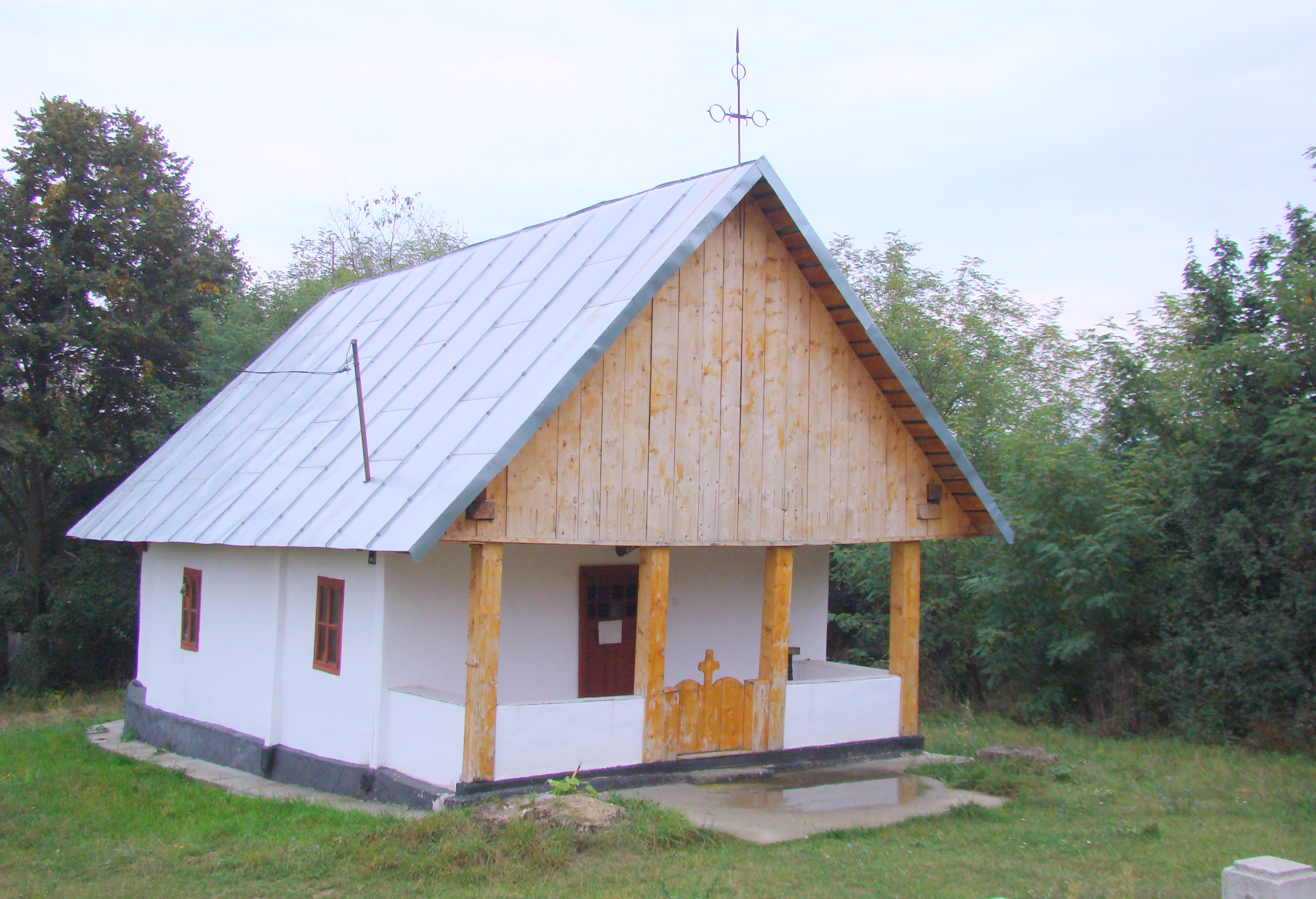